# Cefalea postpunción
La cefalea postpunción lumbar es una complicación frecuente de la punción lumbar (PL), método utilizado desde 1891 tanto para fines diagnósticos como terapéuticos, y que sigue siendo hoy un procedimiento ampliamente utilizado.
Los cuadros de cefalea ocasionados por disminución de la presión intracraneana del líquido cefalorraquídeo (LCR) pueden aparecer después de la realización de punciones lumbares, por fístulas o de manera espontánea o idiopática

## Punción lumbar
La punción lumbar es un procedimiento que se realiza con fines diagnósticos, terapéuticos, o para anestesia regional. 
La punción lumbar es un procedimiento médico donde se extrae una pequeña muestra de líquido cefalorraquídeo para analizarla. El líquido cefalorraquídeo es incoloro y su función consiste en proporcionar nutrientes y actuar como protector del cerebro y de la médula espinal, o sistema nervioso central.
Después de una punción lumbar se puede presentar cefalea por disminución de la presión intracraneana del líquido cefalorraquídeo, que aparece dentro de los cinco días siguientes al procedimiento y mejora en una semana.

## Fisiopatología
Aun no está completamente clara la fisiopatología de la cefalea postpunción, pero existen dos posibles mecanismos que podrían causarla.
1. La salida persistente de líquido cefalorraquídeo (LCR) a través del espacio hecho por la aguja en la duramadre, resulta en una caída de volumen y la presión del LCR, esto provoca que se pierda el amortiguamiento dado por este a las estructuras vasculares de las meninges, resultando en tracción gravitacional que empeora en posición supina. (Teoría de la Grieta).
2. La disminución del volumen en el LCR puede llevar a la activación de receptores de adenosina, causando vasodilatación y expansión de estructuras cerebrales sensibles al dolor. (Teoría de  Monro-Kelly).

## Factores contribuyentes a la técnica
- Dirección del bisel: Hay una menor incidencia de cefalea si el bisel de la aguja es insertado paralelo a las fibras longitudinales de la duramadre, ya que al insertarlo perpendicular cortaría más fibras ocasionando pérdida de tensión, retracción y aumento de dimensión de la perforación.
- Diseño de la aguja: Al utilizar agujas con punta roma disminuye la incidencia, ya que hay menor trauma al separar las fibras de la duramadre en lugar de cortarlas.
- Tamaño de la aguja: La utilización de agujas pequeñas se asocia a una disminución en la incidencia, ya que es directamente proporcional a la cantidad de LCR que se fuga.
- Reinserción del estilete: Se piensa que al reintroducir el estilete se devuelve filamento de aracnoides que pudo haberse introducido en la aguja y que este a su vez previene fuga de LCR. Sin embargo, al realizarse una punción lumbar para anestesia espinal no se ha encontrado que reinsertar el estilete disminuya las cefaleas postpunción, debido a se que el anestésico que es inyectado a través de la aguja empuja de vuelta el filamento de aracnoides.
- Número de intentos: Un menor número de intentos puede estar asociado a menor incidencia de cefalea, por un menor trauma a la duramadre.[5][4]

## Características clínicas
Dentro del cuadro clínico se puede presentar:
- Cefalea que empeora dentro de los 15 minutos después de sentarse o levantarse y que mejora 15 minutos después de acostarse.
- Rigidez nucal.
- Tinnitus.
- Hiperacusia.
- Fotofobia.
- Náuseas.
- El dolor se presenta dentro de los cinco días siguientes a la punción lumbar.
- La cefalea mejora espontáneamente en una semana.
- La cefalea mejora dentro de las 48 horas posteriores a un tratamiento de la grieta del LCR (usualmente un parche hemático epidural).

## Diagnóstico
Al presentarse cefalea postural con el antecedente de punción de la duramadre, deliberada o accidental, y que este asociada a rigidez nucal y síntomas neurológicos usualmente guían el diagnóstico. El estudio de imágenes por resonancia magnética (IRM) pueden revelar descenso de estructuras intracraneanas, realce paquimeníngeo, higromas espinales y colecciones focales de líquido en la región retroespinal superior.

## Tratamiento
La mayoría de cefaleas postpunción lumbar resuelven sin tratamiento específico, solo utilizando rehidratación, analgésicos, opioides o antieméticos. Sin embargo, existen dos tipos de tratamiento:
- Tratamiento conservador: hidratación, reposo, cafeína, teofilina, gabapentina, hormona adrenocorticotropa, hidrocortisona.
- Tratamiento invasivo: parche hemático, solución salina, goma de fibrina.